# Barisan Hizbullah
Barisan Hizbullah (jap. Kaikyo Seinen Teishintai, pol. Armia Boga) – islamska kolaboracyjna organizacja młodzieżowa podczas II wojny światowej i w pierwszych latach istnienia niepodległej Indonezji.
Na pocz. września 1943 r. japońskie dowództwo wojskowe na Jawie zapowiedziało utworzenie specjalnej formacji paramilitarnej skupiającej lokalną młodzież islamską. Plany te poparła powołana w październiku Rada Konsultacyjna Indonezyjskich Muzułmanów, zwana Masyumi. W rezultacie 15 grudnia Japończycy proklamowali założenie Barisan Hizbullah. Na jej czele stanął K. H. Masykur, zaś wojskowym dowódcą został Zainul Arifin. Jej liczebność osiągnęła ok. 50 tys. osób. Początkowo istniała jedynie na wyspach Jawa i Madura, później jej struktury powstały też na Sumatrze i Borneo. Stanowiła ona zaplecze dla kadr Pembela Tanah Air (PETA). Rekrutowała się spośród tzw. santri, czyli uczniów szkół religijnych w wieku 17–25 lat. Jej dowództwo znajdowało się w Dżakarcie, a obóz szkoleniowy we wsi Cibarusa w zachodniej części Jawy. Szkolenie prowadzili oficerowie japońscy i PETA. Współpracowała blisko z inną islamską formacją zbrojną Barisan Sibilillah, kierowaną przez wiejskich nauczycieli muzułmańskich (kyai). Jej celem było utworzenie islamskiego państwa opartego na szariacie. Po ogłoszeniu 17 sierpnia 1945 r. przez Sukarno niepodległości Indonezji, obie formacje prowadziły walkę partyzancką z powracającymi wojskami holenderskimi.